# Paul Friedberg
Paul Ronald Friedberg (14 dicembre 1959) è un ex schermidore statunitense.

## Biografia
È il fratello dello schermidore John Friedberg.
Ha partecipato ai Giochi della XXIV Olimpiade di Seul nel 1988.

## Palmarès
In carriera ha conseguito i seguenti risultati:
- Giochi Panamericani:

Indianapolis 1987: argento nella sciabola a squadre.